# Undaria pinnatifida
Undaria pinnatifida (wakame) és una espècie d'alga comestible. Té un gust subtilment dolç, sovint se serveix en sopes i amanides, ja que proporciona una gran quantitat de proteïnes, minerals i/o vitamines, per això és d'elevada importància comercial. S'ha cultivat en aqüicultura durant centenars d'anys al Japó i Corea, degut a les seves característiques organolèptiques i farmacològiques. Tot i així, és una de les 100 espècies invasores més importants al món.
Aquesta alga, també respon al nom "wakame" (ワカメ), que té origen japonès i significa alga (me) jove (waka). No té traducció al català.
El seu nom científic és Undaria pinnatifida on "unda" significa ondulat i "pinna" significa de fulles pinnades.

## Reproducció
Presenta un cicle de vida anual, heteromòrfic i digenètic. Els esporòfits són diploides i macroscòpics, i els gametòfits haploides, microscòpics i filamentosos. Els esporòfils, presents a les fulles, són dioics, per tant produeixen zoòspores microscòpiques que són biflagelades, hi haurà de masculines i de femenines. La presència de flagels els permet la mobilitat per anar a buscar un substrat adequat per germinar i formar els gametòfits. El gametòfit masculí produeix gàmetes masculins que presenten flagels, a diferència dels gàmetes femenins. Això els permet anar a buscar l'òvul i fecundar-lo, ja que és sèssil. Quan es dona la fecundació, poden passar dues coses: 
- Pot donar lloc a esporòfits, que donaran lloc a zoòspores i tornarà a començar el cicle.
- Si les condicions són adverses, els gametòfits entren en un estat de latència que els permet sobreviure fins que l'entorn ambiental els sigui favorable.

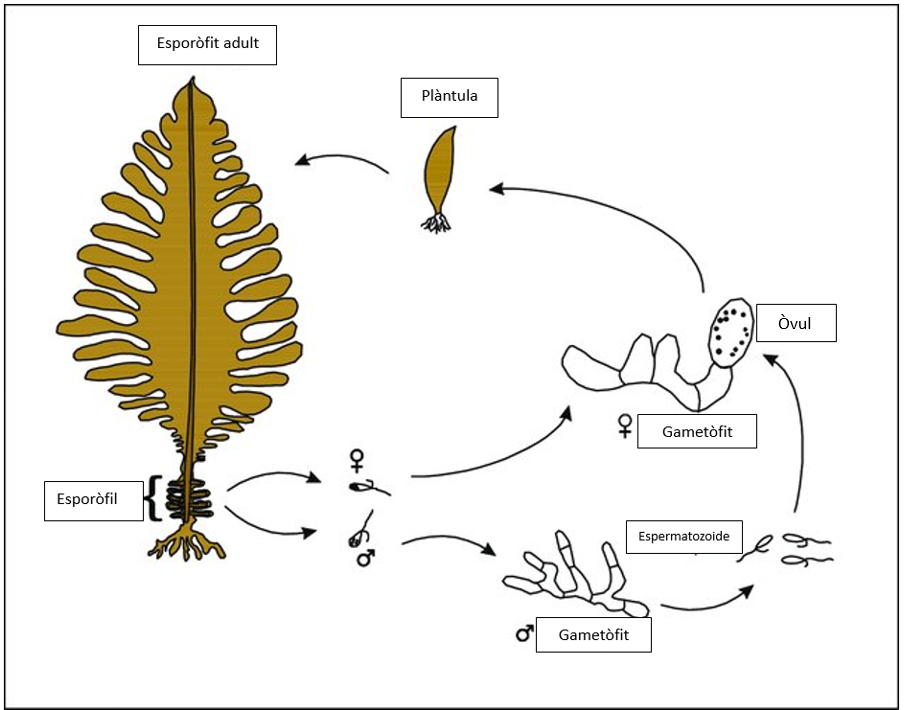
Esquema del cicle biològic de Undaria pinnatifida que mostra les fases tant macroscòpiques com microscòpiques.

Es diu que es un cicle anual perquè els esporòfits maduren durant l'estiu, germinen quan aquest s'acaba o a principis de tardor. Després creixen i es desenvolupen durant l'hivern i, finalment, moren a la primavera. Quan s'alliberen les espòres aquestes poden nedar durant 5-6 hores abans de germinar i donar lloc a l'estadi de gametòfit. Cal destacar que en algunes zones geogràfiques on aquesta alga és una espècie al·lòctona no estan gaire ben definits els períodes de maduració, alliberació d'espores i mort dels esporòfits, varien respecte als períodes anuals explicats anteriorment. Probablement, aquests canvis són deguts a les fluctuacions dràstiques de la temperatura dels oceans, com succeeix a Nova Zelanda.

## Hàbitat
L'hàbitat natiu de Undaria és Rússia i Àsia, destacant Corea i Japó.
Undaria viu durant tot l'any en substrats rocosos. La podem trobar en una marea intermèdia fins a una profunditat de 18 metres. El rang de la temperatura mitjana de la seva àrea nativa és entre -0,6 i 16,8 °C en els mesos freds i entre 23 i 29,5 °C el mesos calorosos. La tolerància a la temperatura pot variar segons l'estat del cicle biològic en el que es trobi.

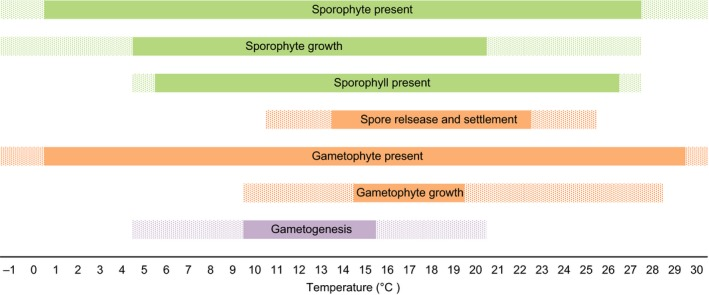
Diferents fases del cicle biològic en les que Undaria és tolerant en un interval de temperatura.

Hi ha altres paràmetres que poden influenciar en el seu creixement i la seva distribució, com per exemple: la salinitat, la llum, la durada del dia, les onades o la disponibilitat de nutrients. Undaria viu en condicions de salinitat bastant altes.
A Espanya es pot trobar a Galícia, Astúries i les Illes Canàries. És una alga important per la industria alimentaria, per tant, es poden trobar cultius per augmentar la seva producció.

## Espècie invasora
Undaria pinnatifida s'ha dispersat en les últimes dècades per Europa del Nord, la costa Pacífica de Nord-amèrica, la costa d'Austràlia i Nova Zelanda i la costa del Sud-Atlàntic. La seva primera introducció registrada fora de la seva àrea de distribució nativa va ser el 1971. Es va detectar a la costa mediterrània de França. Dotze anys després, va ser transferida expressament a Bretanya per al seu cultiu. L'any 1990 va arribar per primer cop a Espanya, a la ria d'Arousa. Aquell mateix any es va trobar també a diversos països del nord-oest d'Europa.
La manera com es va introduir i estendre Undaria va ser a través de la incrustació a vaixells comercials i per import accidental amb marisc. Aquestes primeres introduccions, per tant, es van donar en hàbitats antropogènic com ports, canals o badies modificades. A partir d'aquest punt, es va dispersar cap altres hàbitats antropogènics gràcies al transport mediat pels humans. Un cop en aquests hàbitats, ja es van anar dispersant cap a hàbitats naturals com esculls rocosos o sediments mixtes.Actualment s'estableix a costes de 13 països de 4 continents.
La dispersió natural d'Undaria no es dona en gran manera, és per això que la propagació local de les poblacions es sol produir de manera esglaonada. Per tant, la taxa de propagació és molt major quan és mediada pels humans que quan parlem de la seva taxa de propagació natural. Algunes poblacions poden estar durant molts anys expandint-se després de la seva introducció inicial. Encara que la taxa d'expansió és variable i específica del lloc, Undaria no requereix necessàriament l'ajuda directa dels humans per a propagar-se i proliferar en tota la seva àrea de distribució no nativa. Altres vectors que podrien facilitar el transport d'Undaria pinntaifida cap a diferents zones son l'equip de material agrícola marí; els cultius científics o comercials d'Undaria; els vaixells, tant comercials com de pesca o recreatius, pel buidatge d'aigua o la incrustació a les parets d'aquests com ja s'ha esmentat anteriorment o fins i tot per l'arribada de restes d'inundacions i altres desastres naturals. La seva dominància sol ser estacional, varia segons l'espai i sobretot es dona en substrats artificials i hàbitats antropogènics.
El factor ambiental més important en quant a la dinàmica de les poblacions d'Undaria és la temperatura. La majoria de llocs d'on és nativa tenen grans variacions anuals de temperatura, en comparació als llocs no natius on habita actualment, que tenen unes variacions menors. Això fa que les senyals tèrmiques pel seu cicle de vida es perdin i els esporòfits macroscòpics estiguin presents tot l'any. Undaria pinnatifida és capaç de formar grans quantitats de dossel, cosa que pot suggerir un impacte ecològic important. A la vegada, ocupen espais amb baixes quantitats de dossel format per altres espècies natives de la zona.

### Impacte ecològic
Undaria pinnatifida no és capaç de desplaçar algues marines natives, però sí que pot causar una davallada de la seva densitat en hàbitats antropogènics.
El fet que aquesta alga pugui estar tot l’any present en una zona degut a la seva constant reproducció a algunes zones no natives, fa que augmenti la seva capacitat d’impulsar un canvi en l'ecosistema a la llarga.
Tot i això, moltes algues marines més grans que formen dossel son perennes, viuen fins a 10 anys amb etapes de creixement, reproducció i senescència. A causa de la llarga vida d’algunes espècies natives, és possible que no s’observin augments significatius en la densitat i distribució d’Undaria pinnatifida durant dècades si no hi ha una important pertorbació de l’ecosistema.

## Informació nutricional
El wakame conté una alta quantitat de proteïna i fibra. Conté tots els aminoàcids essencials, el que significa que hi tenim proteïnes de qualitat. La majoria de lípids són àcids grassos insaturats.
Pel que fa a la composició de nutrients d'Undaria pinnatifida trobem que té:
| Component                     | Concentració (g/kg) |
| ----------------------------- | ------------------- |
| Proteïnes                     | 168                 |
| Lípids                        | 27                  |
| Àcids grassos totals          | 1240                |
| Àcids grassos saturats        | 425                 |
| Àcids grassos monoinsaturats  | 275                 |
| Àcids grassos poliinsaturats  | 273                 |
| Omega-3                       | 195                 |
| Omega-6                       | 72                  |
| Carbohidrats                  | 214                 |
| Fibra dietètica               | 307                 |
| Matèria inorgànica (minerals) | 283                 |
| Esterols                      | 0,2                 |

Pel que fa a la composició d'aminoàcids: ⁣
| Aminoàcid     | Concentració (mg/g) |
| ------------- | ------------------- |
| Àcid aspàrtic | 76                  |
| Serina        | 42                  |
| Àcid glutàmic | 121                 |
| Glicina       | 66                  |
| Histidina     | 17                  |
| Arginina      | 88                  |
| Treonina      | 29                  |
| Alanina       | 98                  |
| Prolina       | 44                  |
| Metionina     | 1                   |
| Cisteïna      | 3                   |
| Valina        | 58                  |
| Lisina        | 40                  |
| Isoleucina    | 51                  |
| Leucina       | 86                  |
| Fenilalanina  | 48                  |
| Tirosina      | 21                  |

Pel que fa a la composicio de vitamines:
| Vitamina     | Concentració |
| ------------ | ------------ |
| Vitamina A   | 5 UI/kg      |
| Vitamina B1  | <1 mg/kg     |
| Vitamina B₂  | <1 mg/kg     |
| Vitamina B5  | 2 mg/kg      |
| Vitamina B8  | <1 μg/g      |
| Vitamina B12 | <1 μg/g      |
| Vitamina B6  | 2 mg/kg      |
| Vitamina B₃  | <5 mg/kg     |
| Àcid fòlic   | 1 μg/g       |
| Vitamina C   | <1 mg/g      |
| Vitamina E   | 6 mg/kg      |

S'han fet varis experiments on s'ha vist que amb l'addició d'aquesta alga a la dieta de diferents animals genera una inhibició significativa de les activitats de la maltasa, sacarosa i lactasa. Això, pot ajudar a prevenir transtrons de l'homeòstasi de la glucosa que estiguin associats amb el procés de digestió de carbohidrats.

## Cuina
Undaria és una alga que forma part de la dieta gràcies a la gran quantitat de nutrients, vitamines, minerals i fibra dietètica, sobretot en països asiàtics. El tractament previ al consum pot afectar les propietats organolèptiques i els components nutricionals, com per exemple els mètodes de cocció. Normalment s’utilitza aigua pel procés de cocció, això farà que la textura, les propietats fisicoquímiques i els compostos solubles en aigua canviïn.
Tot i així, hi ha estudis que han investigat els diferents efectes que tenen els diferents tipus de cocció com: la fregidora d’aire, el microones o l’alta temperatura i pressió, sobre les propietats fisicoquímiques de Undaria. S’ha vist que la cocció de l’alga millora l’alliberament de substancies bioactives (fenol, polisacàrids, fucoxantina i clorofil·la) que son beneficioses per la salut del consumidor.
Això és degut al fet que es poden trencar les parets cel·lulars de l’alga i augmentar els compostos bioactius. Així doncs, abans del consum humà Undaria se sol cuinar.

## Efectes a la salut
El iode és un oligoelement que es pot trobar en els minerals i també en l'aigua del mar. El fet que es trobi al mar fa que els éssers vius que viuen allà puguin absorbir-lo, per tant, les algues com el Wakame podran acumular-lo dins seu en forma de iodat càlcic.
Els nivells de iode en el cos humà són molt importants pel procés de síntesi d'hormones o del procés per desenvolupar el sistema nerviós. Podem distingir dues alteracions, la deficiència o la sobreingesta de iode.
- Deficiència: pot provocar hipotiroïdisme.
- Sobreingesta: hipertiroïdisme.

Un dels aliments que més iode té son les algues, gràcies als processos de lixiviació. L'alga Wakame es consumeix molt, per tant, es controlen els nivells de iode per poder consumir-les. A més, té moltes propietats culinàries i efectes positius, això implica un major consum.
Hi ha estudis testats en animals que demostren que Undaria pinnatífida pot utilitzar-se per malalties com l'obesitat i té efectes antiinflamatoris.
La fucoxantina és un pigment carotenoide que pertany a les xantofil·les i el podem trobar al Wakame. Aquest, té activitat contra l'obesitat, ja que crema el teixit gras. Aquesta malaltia està en augment per la reducció global de l'activitat física i l'augment de la ingesta d'aliments rics en greixos i sucres. Aquests comportaments també porten a l'augment de diabetis, hipertensió, dislipèmia i síndrome metabòlica.
Diferents estudis ens diuen que la fucoxantina indueix la producció de la proteïna de desacoblament 1 (UCP1) als mitocondris del teixit adipós blanc abdominal. Aquesta, dona lloc a l'oxidació d'àcids grassos i a la producció de calor en aquest teixit.  
La fucoxantina millora la resistència a la insulina i disminueix els nivells de glucosa en sang per la regulació de les secrecions de citocines, tant de les cèl·lules adiposes abdominals com dels macròfags infiltrats en aquest teixit.

### Olis essencials deUndaria
Hi ha estudis que han extret olis essencials de Undaria pinnatifida per avaluar els efectes anti-listerials en front tres soques de Listeria monocytogenes, un bacteri gram positiu, anaeròbic facultatiu, que no forma espores. Aquest microorganisme és molt important en l'àmbit alimentari ja que és un dels causants de brots de malalties alimentaries. L. monocytogenes és un patogen amb una gran importància en les persones grans, dones embarassades i pacients immunodeprimits, degut a que pot produir bacterièmia i meningoencefalitis.
S'ha vist que la concentració mínima inhibitòria (MIC) i la concentració mínima bactericida (MBC) dels olis essencials de l'alga son superiors a l'antibiòtic kanamicina, degut a que els olis tenen una barreja de components bioactius. Tot i així, és una molt bona noticia degut a que es podria substituir l'antibiòtic per l'alga. Un dels mètodes dels olis essencials de les algues és la capacitat de penetració de la membrana citoplasmàtica del bacteri. Això provoca una pèrdua de permeabilitat de la membrana i la disminució de la capacitat de regulació de l'osmosi.
Aquests resultats poden ajudar a les industries alimentaries per poder emmagatzemar aliments que podrien ser susceptibles a ser contaminats per L. monocytogenes, ja que la conservació amb aquests olis essencials seria de manera no tòxica i ecològicament bona pel medi ambient.

## Aqüicultura
L'aqüicultura és la cria i la recol·lecció de peixos, mariscs i plantes aquàtiques. És, pràcticament, conreu a l'aigua o agricultura aquàtica. S'utilitza com a font de producció d'aliments i d'altres productes comercials. També s'usa per reconstruir poblacions d'espècies amenaçades o en perill d'extinció.
L'aqüicultura no s'ha de confondre amb la pesca. Es diferencia amb dos aspectes fonamentals: en la propietat de l'estoc i la manipulació dels paràmetres per potenciar la seva producció. Va haver-hi un punt on la producció d'aqüicultura va augmentar de manera exponencial i la producció de marisc provenia totalment de l'aqüicultura.
Aproximadament, una quarta part de la producció d'aqüicultura consisteix en algues brunes, algues verdes i algues vermelles i la producció mundial d'algues el 2012 va ser de 21 milions de tones. Tot i que les algues es produeixen principalment per extreure'n productes químics, algunes també se les mengen directament com a la Xina i al Japó. Dels productes químics que n'obtenen en poden fer productes de bellesa orgànics i productes farmacèutics alternatius. Un exemple és l'alginat de sodi, que té una afinitat molt alta per l'aigua i forma un gel fort. Aquest, s'utilitza com a estabilitzador, espessidor, aglutinant i emulsionant, especialment en aliments com per exemple, el gelat.

## Cultiu al laboratori
El cultiu d'aquesta alga està molt demandat degut a que pot ser un aliment complementari en dietes per animals fruit de l'aqüicultura, fins i tot s'ha vist que tenen propietats antimutagèniques.
Per a duu a terme el cultiu de U.pinnatifida al laboratori s’obtenen les parts fèrtils dels esporòfits a partir d’individus al seu hàbitat natural. Tot seguit, s’han de fraccionar, netejar, esterilitzar. Després, s’han de deshidratar per facilitar l’emissió de zoòspores. Per a que aquestes germinin primer s’han de fixar, de manera que les zoòspores utilitzen les pròpies parets del recipient com a substrat per donar lloc als gametòfits. Posteriorment a la fixació, les zoòspores han de romandre en suspensió per a fomentar el free-living, que provoca la obtenció de molts gametòfits perquè es desacoblen els cultius i la maduració dels esporòfits és independent, no maduraran sincrònicament. 
Per al desenvolupament de la plàntula a partir dels gametòfits s’incuben en tancs d’embriogènesi, on tindrà lloc la fecundació, la obtenció d’embrions i el desenvolupament de les plàntules. A partir d’aquí, s’han d’ajustar les condicions fisico-químiques per tal que el desenvolupament de la plàntula sigui correcte i pugui formar els hapteris, necessaris per a la supervivència de la planta al mar.

## Genoma cloroplastidial
Mitjançant tecnologies de next generation sequencing s'han pogut determinar algunes dades del genoma del cloroplast de U.pinnatifida:  
- Té 130.336 parells de bases
- Presenta un contingut de G+C de 30.6%.
- El genoma del cloroplast conté 153 gens, dels quals 21 codifiquen per tRNAs, 3 per rRNA i 129 per gens que codifiquen proteïnes.
- Conté un intró, a diferència del DNA mitocondrial.
- Conté dues repeticions invertides de 4790 parells de bases.

La seqüenciació completa del cloroplast d'aquesta alga ha pogut determinar la proximitat filogenètica amb l'alga Saccharina japonica.

## Genoma mitocondrial
- El DNA mitocondrial de U.pinnatifida és de 37.402 parells de bases, i inclou 3 rRNAs, 25 tRNAs. Codifica 35 proteïnes i conté 3 ORFs.
- No presenta introns.

La seqüenciació del DNA mitocondrial de l'alga Wakame en comparació amb el DNA mitocondrial d'altres algues va demostrar la proximitat evolutiva de les famílies Alariaceae i Laminariaceae.